# وداعا يا حب (فلم)
وداعا يا حب هو فيلم مصري عرض عام 1960، بطولة مريم فخر الدين ومحرم فؤاد، ومن إخراج حسام الدين مصطفى.

## قصة الفيلم
شريف مطرب شاب لم يستكمل دراسته الجامعية، يعثر يوما على سلسلة ذهبية تخص أماني أمام الأوبرا، يذهب لتسليمها بعد أن يقرأ خبرًا عن ضياع السلسلة، تقابله أماني في مزرعة ويرفض المكافأة، تطلب منه إدارة مزرعتها مما يثير ضيق رمزي الذي يود الاستيلاء على أموال أماني، تتغير الأمور إلى الأفضل في المزرعة وتدر عائدًا، مما يزيد من غيظ رمزي الذي يحاول تدبير المقالب لشريف، ويوهم أماني أن امرأة تأتي إليه في المزرعة، يأتي سمير ابن عم أماني ويبلغها أنه يحب أن يتزوجها حسب وصية أبيها، تنمو مشاعر حب بين شريف وأماني وتطلب من عمها مساعدة شريف في أن يغنى بالأوبرا، وتقدم له مبلغًا من المال، ينجح شريف مما يغيظ رمزي أكثر لذا فإنه يتربص به حين يعود إلى القرية عقب الحفل الذي أقامه ويطلق عليه النيران، ينجح الأهالي في القبض على القاتل، لكنهم لا ينجحون في إنقاذ حياة المطرب.

## طاقم التمثيل
- مريم فخر الدين: (أماني)
- محرم فؤاد: (شريف)
- آمال فريد: (ليلى)
- نجوى فؤاد: (رجاء)
- خليل بدر الدين: (رمزي)
- عبد الغني قمر: (عبد الستار أفندي)
- سمير شديد: (ماجد)
- حسن البارودي: (مصطفى)
- وداد حمدي: (سنية - ضيفة شرف)
- عباس رحمي
- عزة وحيد
- نوال عطية
- محمود مختار
- عبد القادر فهمي
- إسماعيل الدملاوي
- صالح الإسكندراني: (البقال)
- بندق حسن: (صبي البقال)

## فريق العمل
- إخراج: حسام الدين مصطفى
- تأليف: فتحي أبو الفضل
- مدير التصوير: محمد عبد العظيم
- مونتاج: عطية عبده
- إنتاج: ماجد فيلم (حسن موافي)
- توزيع: أفلام الشرق الأوسط
- تأليف الأغاني: مأمون الشناوي، إسماعيل الحبروك
- ألحان الأغاني: بليغ حمدي، منير مراد، محمد الموجي